# Abrahão de Moraes
Abrahão de Moraes (* 17. November 1917 in Itapecerica da Serra; † 11. Dezember 1970 in São Paulo) war ein brasilianischer Astronom.

## Leben
Abrahão de Moraes wurde am 17. November 1917 als Sohn von José Elias und Guilhermina Pires de Moraes in Itapecerica geboren.
Er studierte an der Universität von Sao Paulo und machte 1938 seinen Abschluss in Philosophie und Wissenschaften. 1945 erhielt er den Doktor- und Professorentitel der Polytechnischen Schule São Paulo. An der Universität unterrichtete er Mechanik, Himmelsmechanik und mathematische Physik. 1949 übernahm er die Leitung der Physikabteilung und war an der Gründung der Vereinigung der Amateurastronomen in São Paulo beteiligt. Ab 1955 übernahm er die Leitung des Instituts für Astronomie und Geophysik, die er bis zu seinem Lebensende innehatte. Ab dieser Zeit verfolgte er das Ziel, in Brasilien ein für die astrophysikalische Forschung geeignetes Observatorium zu errichten und Astronomiestudenten in Europa oder USA auszubilden. Daher gilt de Moraes, obwohl er selbst keine astronomische Forschung betrieb, als „Vater der brasilianischen Astrophysik“.:226 Moares war für die Aktivitäten des Instituts im Rahmen des Internationalen Geophysikalischen Jahres 1958 verantwortlich und koordinierte die Aufnahmen von Sputnik 1 und Explorer 1 während ihrer Überflüge über Brasilien. 1961 erreichte er die erneute Aufnahme in die Internationale Astronomische Union, die bis heute (2024) besteht. Ab 1964 betrieb de Moraes in Zusammenarbeit mit dem staatlichen Observatorium Observatório Nacional in Rio de Janeiro den Aufbau eines astrophysikalischen Observatoriums.:227 Er erlebte das Ende dieses Projektes nicht mehr, Abrahão de Moraes starb am 11. Dezember 1970 im Alter von 53 Jahren in São Paulo.
Die Fortsetzung des Projekts unter Luiz Muniz Barreto (1925–2006) führte 1981 zur Eröffnung des Observatório do Pico dos Dias nahe Itajubá (Minas Gerais).:236

## Ehrungen
- Das 1972 in Valinhos gegründete Observatório Abrahão de Moraes ist nach De Moraes benannt.[4][3]
- Im Jahre 1979 benannte die Internationale Astronomische Union den Mondkrater De Moraes offiziell nach Abrahão de Moraes.[5]